# Moidrey
Moidrey est une ancienne commune française du département de la Manche et la région Normandie, associée à Pontorson du 1er janvier 1973 au 31 décembre 2015, puis intégrée définitivement à la commune déléguée de Pontorson.

## Histoire
En 917, Guillaume Longue-Épée, donne l'église de Moidrey (Maldrei) au Mont-Saint-Michel. En 1056, Rainald et Guarin de Maldreio souscrivent à la charte de Caugé.
Au XVe siècle, pendant l'occupation anglaise lors de la guerre de Cent Ans Jean Trehan de Moidey se fit déposséder de tous ses biens au profit de G. Kelhin. Pendant cette période, l'église fut endommagée.
En octobre 1872, une gare ferroviaire est inaugurée à Moidrey et est le terminus de la ligne de Vitré à Pontorson, qui devait initialement se prolonger jusqu'au Mont-Saint-Michel,. La ligne étant rapidement déclassée, cette gare sera délaissée au profit de la gare de Pontorson - Mont-Saint-Michel, construite par la Compagnie des chemins de fer de l'Ouest en 1878.
En 1973, Pontorson absorbe les communes d'Ardevon, de Beauvoir, de Boucey, de Cormeray, de Curey, Moidrey (194 habitants en 1968) et Les Pas, qui ont toutes gardé le statut de communes associées. L'ensemble forme ainsi un grand Pontorson (une augmentation de 55 % de population) qui occupe l’extrémité ouest du département de la Manche sous la commune du Mont-Saint-Michel.
Le 1er janvier 1989, la commune de Beauvoir reprend son autonomie.
Le 1er janvier 2016, Pontorson devient une commune nouvelle avec Macey et Vessey et les communes associées sont supprimées de plein droit.

## Administration
| Période    | Période       | Identité                   | Étiquette | Qualité    |
| ---------- | ------------- | -------------------------- | --------- | ---------- |
| 1973       | mars 1989     | Huguette Tardif de Moidrey |           |            |
| mars 1989  | avril 2014    | Daniel Coureuil            | SE        | Commerçant |
| avril 2014 | décembre 2015 | André Jean Belloir         |           |            |

| Période | Période | Identité                   | Étiquette | Qualité |
| ------- | ------- | -------------------------- | --------- | ------- |
| 1900    | 1920    | Aurèle Tardif de Moidrey   |           |         |
| 1920    | 1925    | Paul Boutrouelle           |           |         |
| 1925    | 1932    | Aurèle Tardif de Moidrey   |           |         |
| 1932    | 1945    | Henri Chauvière            |           |         |
| 1945    | 1956    | Narcisse Miard             |           |         |
| 1957    | 1973    | Huguette Tardif de Moidrey |           |         |

## Démographie
| 1793 | 1800 | 1806 | 1821 | 1831 | 1836 | 1841 | 1846 |
| ---- | ---- | ---- | ---- | ---- | ---- | ---- | ---- |
| 285  | 290  | 325  | 342  | 314  | 314  | 329  | 342  |

| 1851 | 1856 | 1861 | 1866 | 1872 | 1876 | 1881 | 1886 |
| ---- | ---- | ---- | ---- | ---- | ---- | ---- | ---- |
| 343  | 317  | 320  | 300  | 312  | 318  | 289  | 291  |

| 1891 | 1896 | 1901 | 1906 | 1911 | 1921 | 1926 | 1931 |
| ---- | ---- | ---- | ---- | ---- | ---- | ---- | ---- |
| 248  | 258  | 234  | 229  | 242  | 221  | 225  | 202  |

| 1936 | 1946 | 1954 | 1962 | 1968 | - | - | - |
| ---- | ---- | ---- | ---- | ---- | - | - | - |
| 216  | 211  | 212  | 186  | 194  | - | - | - |

## Lieux et monuments

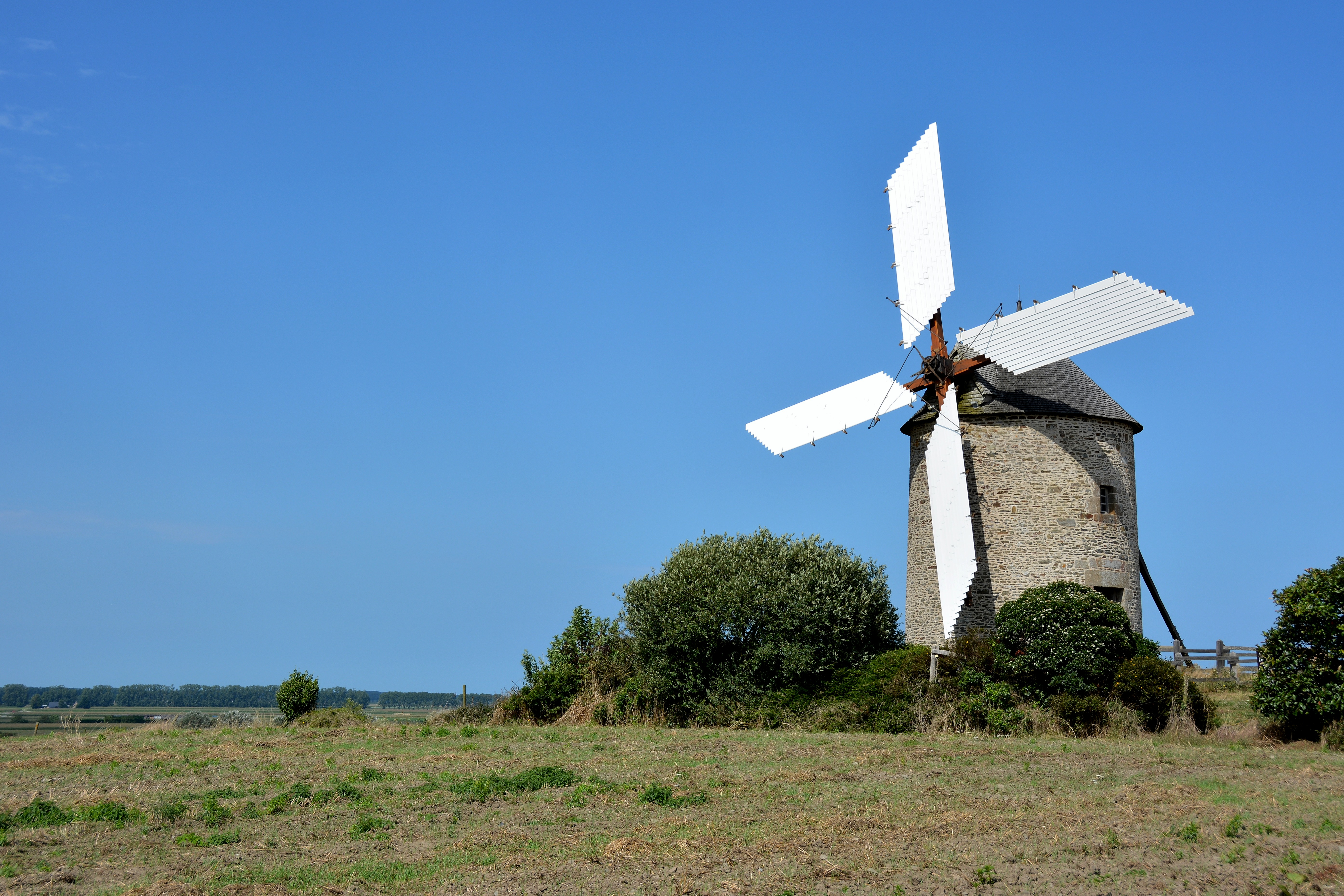
Moulin de Moidrey

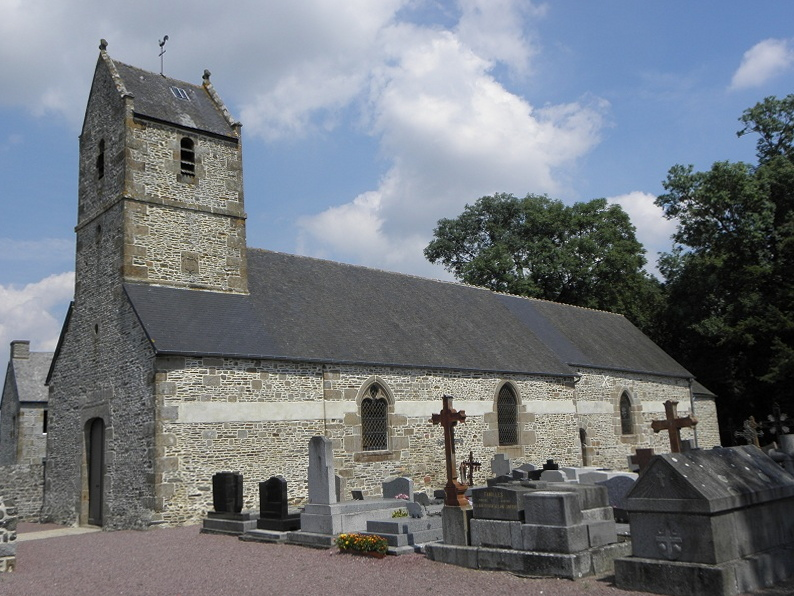
Église Saint-Laurent.

- Moulin à vent de Moidrey à 35 m d'altitude, dominant la baie du Mont-Saint-Michel. Il date de 1806, et a été entièrement restauré en 2003[1] et il produit à nouveau de la farine.
- Église Saint-Laurent des XIIe – XVIIIe siècles et son coq du XVIIe. Elle abrite un maître-autel du XVIIIe, un bas-relief des Tardif du XVIIIe, une chaire à prêcher du XVIIIe, une verrière des XVIe-XXe, inscrite à l'IGPC.
- Croix de chemin du XIXe siècle.
- Croix de cimetière du XVe siècle.
- Château de Moidrey. Construit en 1704 dans le style des malouinières[1]. Cette propriété est toujours habitée par les descendants de la famille Tardif de Moidrey.
- Hippodrome de l'anse de Moidrey.

Pour mémoire
Au XVIIe siècle, il existait encore une chapelle ou maladrerie dédiée à saint Blaise. De nos jours seule est conservé l'appellation du champ Saint-Blaise.